# Baotian

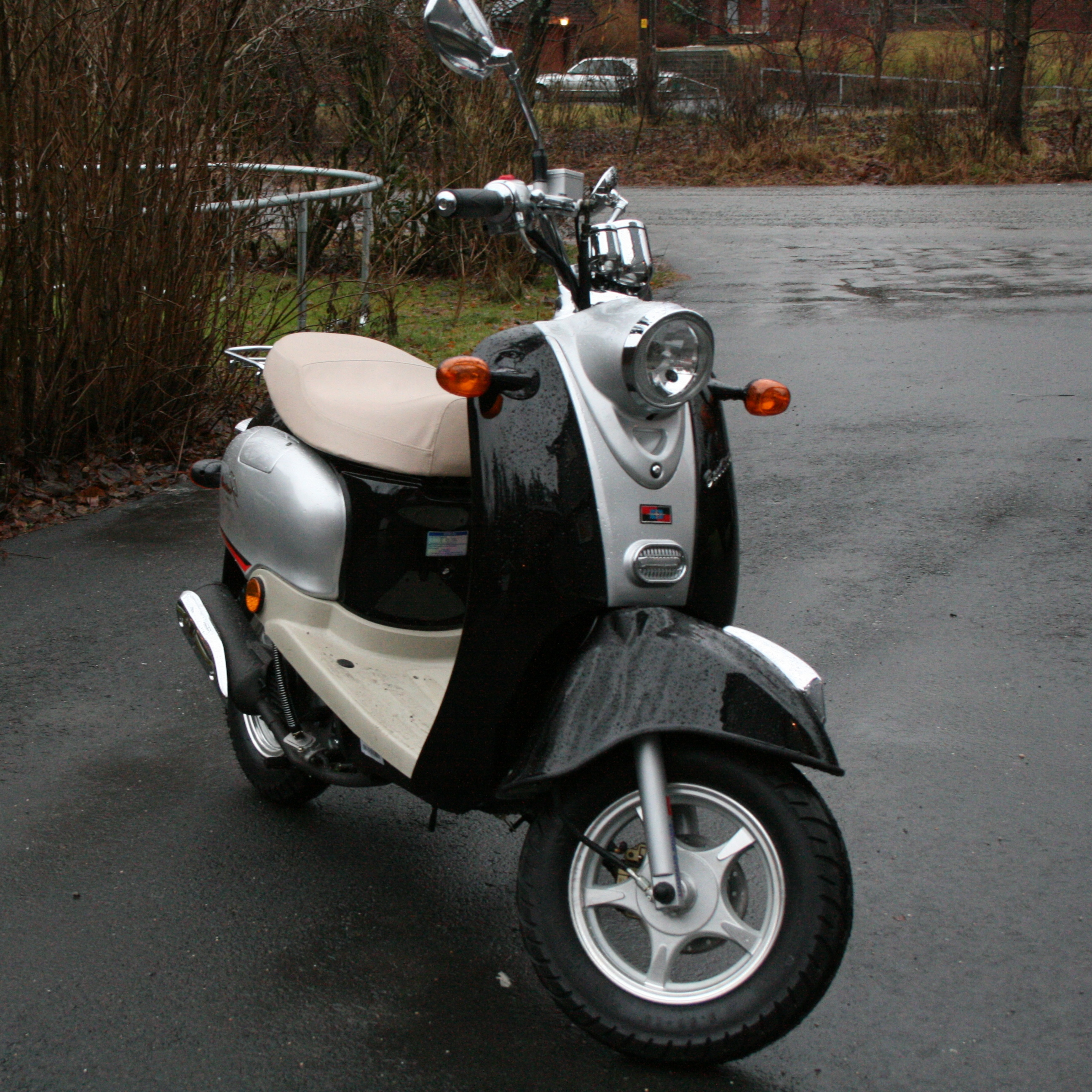
Baotian BT-Retro.

Baotian (Jiangmen Sino-Hongkong Baotian Motorcycle Industrial Co. Ltd) är ett kinesiskt företag grundat år 1994 som tillverkar mopeder av typen skotrar och lätta motorcyklar. 

## Modeller
Samtliga modeller utom BT Diablo använder liknande motorer av typ Yamaha/Linhai 50cc 4-taktsmotorer.
- BT Classic, den ursprungliga modellen.
- BT Retro, Vespa, klassiskt utseende.
- BT Sport, modellen finns i två utföranden 
  - Modell 50cc, Moped klass I
  - Modell 125cc, klass lätt motorcykel
- BT Classic (Klass 2), strypt version av BT Classic. Maxhastighet: 25 km/h
- BT Sprint
- BT Hero
- BT Ghost 
  - Modell 50cc, Moped klass I
  - Modell 125cc, klass lätt motorcykel
- BT Angel
- BT Diablo (2-takt), Baotians nyaste racingmodell. 2-takt och 3,3 kw motoreffekt. Mopeden har en motor som är en kopia av en 50cc liggande Minarelli, med motorbeteckningen 1e40qmb
- BT Vintage
- BT City
  - Modell 50cc, Moped klass I
  - Modell 50cc, Moped klass II